# João Borsch
João Diogo Santos Borges (nascido no Funchal, dia 7 de fevereiro de 2000), conhecido profissionalmente como João Borsch, é um cantor, compositor e músico português, que competiu no Festival RTP da Canção 2024.

## Biografia
Borges nasceu no Funchal, Madeira, Portugal, no ano de 2000. Foi baterista de uma banda local de thrash metal durante a infância, tendo sido também campeão regional no jogo Guitar Hero. Em 2018 mudou-se para Lisboa para estudar Jazz e Música Moderna na Universidade Lusíada.

## Vida Profissional
Em 2021, Borges lançou o seu primeiro álbum, "Uma noite romântica com João Borsch", sob o seu pseudónimo. O seu segundo álbum completo, "É só harakiri, baby", foi lançado em 2023.
Borsch atuou em vários festivais, incluindo no Festival Paredes de Coura em 2022 e no festival NOS Alive em 2023.
Ele foi convidado pela RTP para competir no Festival RTP da Canção 2024, a seleção portuguesa para o Festival Eurovisão da Canção 2024, competindo com a canção de sua autoria "...Pelas costuras". Ele competiu na primeira semifinal e avançou para a final, onde ganhou a votação do público. No entanto, acabou em segundo lugar, perdendo para Iolanda.

## Vida pessoal
João Borges tem um irmão mais velho com quem costumava colaborar em projetos musicais desde pequeno. Optou pelo pseudónimo Borsch devido à existência de um cantor brasileiro chamado João Borges, além de apreciar a sonoridade e o aspecto visual da palavra como substituto do seu apelido. João Borges identifica-se como não binário e é vegetariano.